# Patricio Almonacid
Patricio Javier Almonacid González (* 11. September 1979 in Puerto Montt) ist ein chilenischer Straßenradrennfahrer.
Patricio Almonacid konnte 2003 die Gesamtwertung der Vuelta de Chile Laboral für sich entscheiden. Bei den Olympischen Sommerspielen 2008 in Peking startete er im Straßenrennen und fuhr dort lange Zeit zusammen mit Horacio Gallardo als Ausreißer, gab aber dann auf. Im Jahr darauf wurde Almonacid chilenischer Vizemeister im Straßenrennen hinter dem Sieger José Aravena. Bei der Tour de l’Amitié de Tahiti gewann er vier Etappen und wurde Dritter der Gesamtwertung. In der Saison 2011 wurde er nationaler Vizemeister im Zeitfahren. 2012 gewann er die Gesamtwertung der Vuelta Ciclista de Chile, nachdem er mit seinem Team Clos de Pirque-Trek das Mannschaftszeitfahren sowie eine weitere Etappe für sich entschieden hatte.

## Erfolge
2012
- Gesamtwertung, eine Etappe, Mannschaftszeitfahren Vuelta Ciclista de Chile

2016
- Chilenische Meisterschaft – Einzelzeitfahren

## Teams
- 2004 Transportes Romero
- 2005 Lascar Peñaflor
- 2009 Fare Oviri-OGM
- 2010 TBanc-Skechers
- 2011 TBanc-Skechers / Providencia-OGM / Phoenix Team
- 2012 Clos de Pirque-Trek
- 2013 Clos de Pirque-Trek
- 2014 Clos de Pirque-Trek